# Presuntos Implicados
Presuntos Implicados fou un grup de música pop en castellà integrat per murcians i valencians, format a principis de la dècada del 1980. Actualment els seus integrants foren: Soledad Giménez vocalista fins 2008, Juan Luis Giménez, Nacho (Ignacio) Mañó i Lydia Rodríguez Fernández vocalista de 2008 a 2021.
Al 2002, les vendes globals de la carrera de «Presuntos Implicados» superen els tres milions de còpies de les quals, un milió i mig s'han venut a l'Estat espanyol, on han rebut catorze Discos de Platí.
Durant el febrer de 2021 publiquen el senzill "El Vórtice del Tiempo" i s'acomiaden amb una nota publicada a la seva pàgina oficial de Facebook.

## Discografia
| Any  | Nom del disc                                            | Discogràfica | Comentaris                                                                                   |
| ---- | ------------------------------------------------------- | ------------ | -------------------------------------------------------------------------------------------- |
| 1985 | Danzad, Danzad Malditos                                 | RCA          | Descatalogat. Reeditat el 1993                                                               |
| 1987 | De Sol a Sol                                            | Intermitente | Reeditat per WEA el 1990                                                                     |
| 1989 | Alma de Blues                                           | WEA          |                                                                                              |
| 1991 | Ser de Agua                                             | WEA          |                                                                                              |
| 1994 | El Pan y la Sal                                         | WEA          |                                                                                              |
| 1995 | La Noche                                                | WEA          | Doble CD en directe. Llançat en també en format VHS. Descatalogat i editat en un CD Resumen. |
| 1997 | Siete                                                   | WEA          |                                                                                              |
| 1999 | Versión Original                                        | WEA          |                                                                                              |
| 2001 | Gente                                                   | WEA          |                                                                                              |
| 2003 | Grandes Éxitos. Selección Natural                       | WEA          | Doble CD recopilatori més DVD.                                                               |
| 2003 | Selección Inédita                                       | WEA          |                                                                                              |
| 2005 | Postales                                                | WEA          | Editat en dues versions: la normal amb 12 cançons, l'especial amb 14.                        |
| 2006 | Todas las Flores - La Colección Definitiva              | WEA          | CD recopilatori + DVD                                                                        |
| 2008 | Será                                                    | WEA          | CD amb la nova vocalista de Presuntos, Lydia Rodríguez Fernández.                            |
| 2011 | Banda Sonora                                            | WEA          |                                                                                              |
| 2013 | Zona Preferente: 'La Noche 2 desde la Ciudad de México' | WEA          |                                                                                              |